# Municipio de Garfield (condado de Spink)
El municipio de Garfield (en inglés: Garfield Township) es un municipio ubicado en el condado de Spink en el estado estadounidense de Dakota del Sur. En el año 2010 tenía una población de 55 habitantes y una densidad poblacional de 0,59 personas por km².

## Geografía
El municipio de Garfield se encuentra ubicado en las coordenadas 44°40′37″N 98°31′26″O / 44.67694, -98.52389. Según la Oficina del Censo de los Estados Unidos, el municipio tiene una superficie total de 92.94 km², de la cual 92,94 km² corresponden a tierra firme y (0 %) 0 km² es agua.

## Demografía
Según el censo de 2010, había 55 personas residiendo en el municipio de Garfield. La densidad de población era de 0,59 hab./km². De los 55 habitantes, el municipio de Garfield estaba compuesto por el 98,18 % blancos, el 1,82 % eran afroamericanos. Del total de la población el 0 % eran hispanos o latinos de cualquier raza.